# Махабодхи
Храм Махабодхи — знаменитый буддийский храм в Бодх-Гая (штат Бихар, Индия), расположенный в том месте, где Гаутама Сиддхартха достиг просветления и стал Буддой. Бодх-Гая находится в индийском штате Бихар, в 96 километрах от Патны. В храмовый комплекс входит также святое дерево Бодхи. Это дерево было выращено из семени дерева Шри Маха Бодхи на Шри-Ланке, которое, в свою очередь, произошло от оригинального дерева Махабодхи, под которым нашёл просветление Будда.

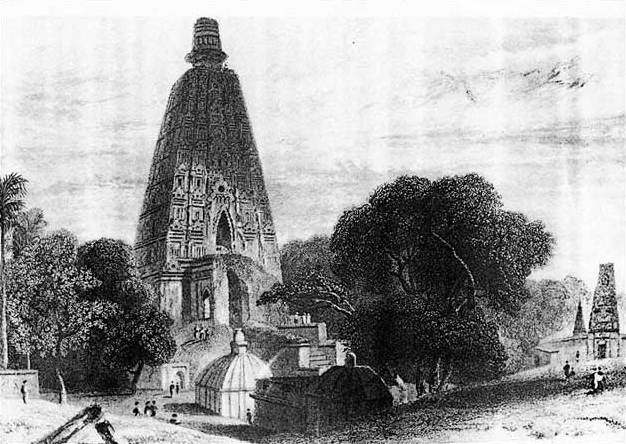
Храм Махабодхи в 1780 г.

В 2002 году храм Махабодхи получил статус охраняемого объекта Всемирного наследия ЮНЕСКО.

## История
В соответствии с буддийской традицией, около 500 года до н. э. принц Гаутама Сиддхартха, странствующий как монах, достиг берегов реки Фалгу около города Гая. Там он расположился для медитации под деревом Бодхи (Фикус религиозный). После трёх дней и трёх ночей медитации он добился просветления и нашёл ответы на все вопросы, которые у него были. После этого он провёл семь недель в медитациях, закрепляя свой опыт просветления. Далее он направился в Сарнатх, где стал обучать буддизму.
Считается, что через 250 лет после просветления Будды царь Ашока посетил Бодх-Гая. Его считают основателем храма Махабодхи.
Некоторые историки считают, что храм был построен или перестроен во времена Кушанского царства в I веке. В нынешнем виде построен в V—VI веках во времена правления династии Гупта. Архитектурно выполнен не в характерном буддистском стиле, а в свойственной династии Гуптов архитектуре. Когда буддизм в Индии пришёл в упадок, храм был покинут и забыт, погребённый под толстым слоем почвы и песка.

## Реконструкция
Храм был восстановлен англичанами. Сэр Александр Каннингем в XIX веке осуществил реконструкцию храма в рамках деятельности Британского археологического общества. С 1883 года Александр Каннингем, Дж. Д. Беглар и доктор Раджендралал Миитра проводили тщательные раскопки. В результате храм был восстановлен в прежнем виде.